# 무주군수
무주군수는 전북특별자치도 무주군의 군수이다.

## 같이 보기
- 무주군수 선거